# TeleZüri

Logo stacji TeleZüri

TeleZüri – to lokalna stacja telewizyjna miasta Zurych w Szwajcarii. Założona została przez Rogera Schawinskiego, założyciela pierwszej stacji prywatnej stacji radiowej w tym mieście. Dzisiaj należy do Swiss media company Tamedia, wydawcy gazety Tages-Anzeiger. Nadaje codziennie 45-minutową ramówkę, która jest nieustannie powtarzana od 18 do 18 następnego dnia. Ramówka składa się z ZüriNews, ZüriInfo i TalkTäglich. W weekendy dodatkowo nadawane są Lifestyle, SwissDate i SonnTalk.